# مارتین اومالی
مارتین اومالی (به انگلیسی: Martin O'Malley) فرماندار سابق ایالت مریلند از حزب دموکرات ایالات متحده آمریکا است که در تاریخ ۱۷ ژانویه ۲۰۰۷ میلادی به عنوان فرماندار انتخاب شد و تا سال ۲۰۱۵ در این سمت بود.
پس از او لری هوگن از حزب جمهوری‌خواه آمریکا فرماندار مریلند شد.
پیش از آن هم هشت سال شهردار بالتیمور بود. از همان زمان نامش به عنوان یکی از ستاره‌های آینده حزب دموکرات به میان آمد. وی از نامزدهای انتخابات مقدماتی ریاست جمهوری حزب دمکرات بود که از پایانی ناموفق در انتخابات مقدماتی آیووا به نامزدی خود خاتمه داد.